# Echinoclathria
Echinoclathria är ett släkte av svampdjur. Echinoclathria ingår i familjen Microcionidae.

## Dottertaxa tillEchinoclathria, i alfabetisk ordning[1]
- Echinoclathria arborea
- Echinoclathria arcifera
- Echinoclathria atlantica
- Echinoclathria axinelloides
- Echinoclathria bergquistae
- Echinoclathria beringensis
- Echinoclathria chalinoides
- Echinoclathria confragosa
- Echinoclathria contexta
- Echinoclathria dichotoma
- Echinoclathria digitata
- Echinoclathria digitiformis
- Echinoclathria egena
- Echinoclathria gibbosa
- Echinoclathria hjorti
- Echinoclathria inornata
- Echinoclathria leporina
- Echinoclathria levii
- Echinoclathria minor
- Echinoclathria nodosa
- Echinoclathria notialis
- Echinoclathria noto
- Echinoclathria oxeata
- Echinoclathria papyracea
- Echinoclathria parkeri
- Echinoclathria reticulata
- Echinoclathria riddlei
- Echinoclathria rimosa
- Echinoclathria robusta
- Echinoclathria subhispida
- Echinoclathria translata
- Echinoclathria waldoschmitti
- Echinoclathria vasa